# Montfortkerk
De Montfortkerk is een parochiekerk in de Noord-Brabantse stad Tilburg, gelegen aan de Corellistraat 231.

## Geschiedenis
In de noordelijke uitbreidingswijk Stokhasselt werd in 1967 een nieuwe parochie opgericht. Oorspronkelijk werd gekerkt in een houten bouwkeet, ook nog in een school en in een boerenschuur. In 1971 werd de definitieve kerk in gebruik genomen. De bouwpastoor was een Montfortaan en aldus werd de kerk gewijd aan de Heilige Montfort.
In 2015 fuseerden een viertal Tilburgse parochies tot Parochie Peerke Donders. De Montfoortkerk bleef gehandhaafd als zodanig. Op 2 maart 2025 werd de kerk aan de eredienst onttrokken.

## Gebouw
Het betreft een eenvoudige bakstenen zaalkerk met plat dak en lichtkoepel. Voor de kerk bevindt zich een staalplastiek in de vorm van een kruis, waarin een klok hangt.